# تانیا فرانک
تانیا فرانک (انگلیسی: Tanya Franck؛ زادهٔ ۱۳ دسامبر ۱۹۷۴) بازیکن فوتبال اهل کانادا است.
وی همچنین در تیم ملی فوتبال زنان کانادا بازی کرده‌است.